# Liste des épisodes de NCIS : Enquêtes spéciales
Cette page présente la liste des épisodes de la série télévisée américaine NCIS. Elle est composée de vingt-deux saisons et 475 épisodes au 9 décembre 2024.

## Introduction dansJAGSaison 8 (2003)
1. La Dame de glace (Ice Queen)
2. L'Homme de l'ombre (Meltdown)

## Première saison (2003-2004)
Elle a été diffusée du 23 septembre 2003 au 25 mai 2004.
1. Air Force One (Yankee White)
2. Le Dernier Saut (Hung Out to Dry)
3. Réaction en chaîne (Seadog)
4. Les Immortels (The Immortals)
5. La Momie (The Curse)
6. Trafic en haute mer (High Seas)
7. L'Imposteur (Sub Rosa)
8. Fausse piste (Minimum Security)
9. Mort-vivant (Marine Down)
10. Amnésie (Left for Dead)
11. L'Œil de l'espion (Eye Spy)
12. La Mante religieuse (My Other Left Foot)
13. Tireur d'élite (One Shot, One Kill)
14. Alibi (The Good Samaritan)
15. Faux semblant (Enigma)
16. Piège en sous-sol (Bête Noire)
17. Zones d'ombre (The Truth is Out There)
18. Affaire non classée (UnSEALed)
19. Dernières paroles d'un mort (Dead Man Talking)
20. Bienvenue en enfer (Missing)
21. Face cachée (Split Decision)
22. Sans issue (A Weak Link)
23. L'Affrontement (Reveille)

## Deuxième saison (2004-2005)
Elle a été diffusée du 28 septembre 2004 au 24 mai 2005. Elle est marquée par le départ de Sasha Alexander qui incarnait Catlin Todd depuis la première saison.
1. La Rançon (See No Evil)
2. Pour le meilleur et pour le pire (The Good Wives Club)
3. Aux frontières du réel (Vanished)
4. Jane Doe (Lt. Jane Doe)
5. Terrain miné (The Bone Yard)
6. Dommages collatéraux (Terminal Leave)
7. Semper Fi (Call of Silence)
8. Ultime recours (Heart Break)
9. Intrusion (Forced Entry)
10. Enchaînés (Chained)
11. En eaux troubles (Blackwater)
12. Alter ego (Doppelgänger)
13. Vengeance d'outre-tombe (Meat Puzzle)
14. Le Témoin (Witness)
15. Randonnée mortelle (Caught on Tape)
16. Bulldog (Pop Life)
17. Œil pour œil (An Eye for An Eye)
18. Beauté volée (Bikini Wax)
19. La Théorie du complot (Conspiracy Theory)
20. Cellule rouge (Red Cell)
21. L'Étoffe des héros (Hometown Hero)
22. Le Baiser du tueur (SWAK)
23. In extremis (Twilight)

## Troisième saison (2005-2006)
Elle a été diffusée du 20 septembre 2005 au 16 mai 2006.
1. Le sniper [1/2] (Kill Ari, Part 1)
2. Le sniper [2/2] (Kill Ari, Part 2)
3. Bras de fer (Mind Games)
4. Trésor de guerre (Silver War)
5. Mr et Mrs Smith (Switch)
6. Meurtre en direct (The Voyeur's Web)
7. Code d'honneur (Honor Code)
8. Sous couvertures (Under Covers)
9. Le Coupable idéal (Frame Up)
10. Le Troisième Homme (Probie)
11. Roméo et Juliette (Model Behavior)
12. Prisonniers (Boxed In)
13. Les Meilleures Intentions (Deception)
14. Agent dormant (Light Sleepers)
15. Puzzles (Head Case)
16. Frères d'armes (Family Secrets)
17. Prédateur (Ravenous)
18. Bombe-humaine (Bait)
19. De sang froid (Iced)
20. La Taupe (Untouchable)
21. À l'amour, à la mort (Bloodbath)
22. Le Petit Frère (Jeopardy)
23. Hiatus [1/2] (Hiatus, Part 1)
24. Hiatus [2/2] (Hiatus, Part 2)

## Quatrième saison (2006-2007)
Le 6 mars 2006, la série a été renouvelée pour une quatrième saison, diffusée du 19 septembre 2006 au 22 mai 2007.
1. Coup monté (Shalom)
2. Le Fugitif (Escaped)
3. Recherche mari désespérément (Singled Out)
4. L'Appât (Faking It)
5. Âmes sœurs (Dead and Unburied)
6. Le Mystère d'Halloween (Witch Hunt)
7. Duo d'enfer (Sandblast)
8. Héros d'un jour (Once a Hero)
9. L'Esprit de famille (Twisted Sister)
10. Le Monstre (Smoked)
11. Otto (Driven)
12. Suspicion (Suspicion)
13. La Loi du talion (Sharif Returns)
14. La Grenouille (Blowback)
15. Amis et amants (Friends and Lovers)
16. Mort à l'arrivée (Dead Man Walking)
17. Des cadavres dans le placard (Skeletons)
18. Au nom du fils (Iceman)
19. Pour la paix (Grace Period)
20. Roman meurtrier (Cover Story)
21. Jeu de dupes (Brothers in Arms)
22. Dans l'obscurité (In the Dark)
23. Cheval de Troie (Trojan Horse)
24. Révélations (Angel of Death)

## Cinquième saison (2007-2008)
Le 15 mai 2007, la série a été renouvelée pour une cinquième saison, diffusée du 25 septembre 2007 au 20 mai 2008. Elle est marquée par le départ de Lauren Holly, qui incarnait la Directrice Jennifer Shepard depuis la troisième saison. La saison est plus courte car elle est marquée par une grève d'ampleur général aux États-Unis.
Certains épisodes ont bénéficié d'un autre titre français lors de leur diffusion au Québec. Il est indiqué en second le cas échéant.
1. À découvert (Bury Your Dead)
2. Ces liens qui nous unissent… (Family)
3. Ex-File (Ex-File)
4. Le Visage du diable (Identity Crisis)
5. La Veuve noire (Leap of Faith)
6. La Chimère (Chimera)
7. Requiem (Requiem)
8. Erreur sur la cible / La Cible (Designated Target)
9. Un garçon d'exception / Perdu et retrouvé (Lost and Found)
10. Super soldat / Héros de guerre (Corporal Punishment)
11. Un homme de foi / Tribus (Tribes)
12. Étroite surveillance / Surveillance (Stakeout)
13. Le Meilleur Ami de l'homme / Gare au chien (Dog Tags)
14. Au banc des accusés / Affaires internes (Internal Affairs)
15. Good morning Bagdad / La Zone (In the Zone)
16. Rencontre fatale / Recul (Recoil)
17. Le Vrai Courage / Portrait-robot (About Face)
18. Le Jugement dernier, 1re partie (Judgement Day, Part 1)
19. Le Jugement dernier, 2e partie (Judgement Day, Part 2)

## Sixième saison (2008-2009)
Le 14 février 2008, la série a été renouvelée pour une sixième saison, diffusée du 23 septembre 2008 au 19 mai 2009.
Certains épisodes ont bénéficié d'un autre titre français lors de leur diffusion au Québec. Il est indiqué en second le cas échéant.
1. Haute trahison / Retrouvailles (Last Man Standing)
2. Agent embarqué / Embarquement immédiat (Agent Afloat)
3. En toute confiance / Trahisons (Capitol Offense)
4. Retrouvailles / L'Homme de l'ombre (Heartland)
5. Protéger et honorer / Le Témoin (Nine Lives)
6. Primitus Victor / Le Jeu du tueur (Murder 2.0)
7. Question d'instinct / Écran de fumée (Collateral Damage)
8. Domino (1/2) / Cadavre exquis (Cloak)
9. Domino (2/2) / Le Soleil et la Pluie (Dagger)
10. Fight club / Coups de poing (Road Kill)
11. Le Fantôme de Noël / Douce nuit (Silent Night)
12. Otages / Femmes fatales (Caged)
13. Le Porteur de mort / Les Monstres (Broken Bird)
14. La Bague au doigt / L'Amour en guerre (Love & War)
15. Force de dissuasion / Délivrance (Deliverance)
16. La Règle 38 (Bounce)
17. La Chevauchée sauvage / Un mort aux trousses (South by Southwest)
18. K.O. / Au tapis (Knockout)
19. Innocence perdue / Cache cache (Hide and Seek)
20. L'Heure des comptes / Témoin à charges (Dead Reckoning)
21. Échec et mat / Toxiques (Toxic)
22. Légende (1/2) (Legend, Part 1)
23. Légende (2/2) (Legend, Part 2)
24. Poker menteur / Cartes sur table (Semper Fidelis)
25. Aliyah / Le Pardon (Aliyah)

## Septième saison (2009-2010)
Le 19 mai 2009, la série a été renouvelée pour une septième saison, diffusée du 22 septembre 2009 au 27 mai 2010.
Certains épisodes ont bénéficié d'un autre titre français lors de leur diffusion au Québec. Il est indiqué en second le cas échéant.
1. Vengeance (Truth or Consequences)
2. Obéir aux ordres (Reunion)
3. Délit d'initié (The Inside Man)
4. Le Prix de la loyauté (Good Cop, Bad Cop)
5. La nuit de tous les dangers (Code of Conduct)
6. Une affaire de famille (Outlaws and In-laws)
7. Les Frontières de notre destin (Endgame)
8. À l'ancienne / Fondu au noir (Power Down)
9. Jeu d'enfant / Les Petits Génies (Child's Play)
10. Caïn et Abel / Cadavre et cadeaux (Faith)
11. Le Rêve d'Icare / En plein vol (Ignition)
12. Les Liens du sang / Haute protection (Flesh and Blood)
13. Meurtre en plein vol / Le tueur est dans l'avion (Jetlag)
14. Mascarade / Contre la montre (Masquerade)
15. Convoi dangereux / Détournement (Jack Knife)
16. L'Amour d'une mère / Flash-back (Mother's Day)
17. Double identité / Double vie, simple mortel (Double Identity)
18. Chasseur de trésor / Gémellité (Jurisdiction)
19. Plaisirs coupables / Vice et vertu (Guilty Pleasure)
20. Justice parallèle / Meurtre au clair de lune (Moonlighting)
21. L'Année de l'espion / Obsession (Obsession)
22. Une Vieille Histoire / À la frontière (Borderland)
23. Au Nom des Miens / Une équipe déstabilisée (Patriot Down)
24. Règle 51 (Rule Fifty-One)

## Huitième saison (2010-2011)
Elle a été diffusée du 21 septembre 2010 au 17 mai 2011.
Certains épisodes ont bénéficié d'un autre titre français lors de leur diffusion au Québec. Il est indiqué en second le cas échéant.
1. L'Araignée et la Mouche (Spider and the Fly)
2. Le Sang des méchants (Worst Nightmare)
3. L'Effet d'une bombe (Short Fuse)
4. Un parfum de thé (Royals and Loyals)
5. Fréquence meurtre (Dead Air)
6. De l'ordre dans le chaos (Cracked)
7. Broken Arrow / La Flèche brisée (Broken Arrow)
8. Ennemis intimes, 1re partie / Lointains ennemis (Enemies Foreign)
9. Ennemis intimes, 2e partie / Tuer Vance (Enemies Domestic)
10. Écran de fumée / Un témoin gênant (False Witness)
11. Mort au long cours / Meurtre au fil de l'eau (Ships in the Night)
12. Tourner une page / Ne rien demander, ne rien dire (Recruited)
13. Sous emprise / Dr Wooten et Mr Hyde (Freedom)
14. Des hommes d'honneur / Qui sommes-nous ? (A Man Walks Into a Bar…)
15. Défiance / Soupçons (Defiance)
16. Game over / L'Écran tueur (Kill Screen)
17. Le Dernier Casse / Le Dernier Coup (One Last Score)
18. Œdipe et le roi (Out of the Frying Pan)
19. Opération « Chant d’oiseau » / Mission chant d'oiseau (Tell-All)
20. Le Tueur de port en port (Two-Faced)
21. La Mort aux deux visages (Dead Reflexion)
22. Baltimore (Baltimore)
23. Le chant du cygne (Swan Song)
24. Frankenstein (Pyramid)

## Neuvième saison (2011-2012)
Le 2 février 2011, la série a été renouvelée pour une neuvième saison diffusée du 20 septembre 2011 au 15 mai 2012.
Un épisode a bénéficié d'un autre titre français lors de sa diffusion au Québec. Il est indiqué en second le cas échéant.
1. La Croisée des destins (Nature of the Beast)
2. Enfance volée (Restless)
3. Le Programme Anax (The Penelope Papers)
4. La Mort aux trousses (Enemy on the Hill)
5. Passagers clandestins (Safe Harbor)
6. Victimes de la soif (Thirst)
7. Trio infernal (Devil's Triangle)
8. Qui sauve une vie… (1re partie) (Engaged, Part 1)
9. Qui sauve une vie… (2e partie) (Engaged, Part 2)
10. Les Péchés du père (Sins of the Father)
11. Lorsque l'enfant paraît (Newborn King)
12. Ce qui ne nous tue pas… / Ce qui ne vous tue pas… (Housekeeping)
13. Un homme désespéré (A Desperate Man)
14. Le Sens de la vie (Life Before His Eyes)
15. Les Super-héros de la vie réelle (Secrets)
16. Guerre psy (Psych Out)
17. Secret défense (Need to Know)
18. Un autre regard (The Tell)
19. Les Illusions perdues (The Good Son)
20. La Position du missionnaire (The Missionary Position)
21. Jouer avec le feu (1re partie) (Rekindled)
22. Jouer avec le feu (2e partie) (Playing With Fire)
23. Ennemi public numéro un (1re partie) (Up in Smoke)
24. Ennemi public numéro un (2e partie) (Till Death Do Us Part)

## Dixième saison (2012-2013)
Le 14 mars 2012, la série a été renouvelée pour une dixième saison diffusée du 25 septembre 2012 au 14 mai 2013.
1. Une solution radicale (Extreme Prejudice)
2. Le Chemin de la guérison (Recovery)
3. Phoenix (Phoenix)
4. Top Gun (Lost at Sea)
5. La Médaille d'honneur (Namesake)
6. L'essentiel est invisible (1re partie) (Shell Shock, Part 1)
7. L'essentiel est invisible (2e partie) (Shell Shock, Part 2)
8. Disparue (Gone)
9. Trio de choc (Devil's Trifecta)
10. L'Étrange Noël de M. DiNozzo (You Better Watch Out)
11. Shabbat Shalom (Shabbat Shalom)
12. Shiva (Shiva)
13. Les Conséquences de nos actes (Hit and Run)
14. De la vieille école (Canary)
15. Et après… (Hereafter)
16. Autopsie d'un crime (Detour)
17. Le Tueur à la rose fanée (Prime Suspect)
18. Chien de guerre (Seek)
19. La Gloire de mon père (Squall)
20. Vena amoris (Chasing Ghosts)
21. Berlin (Berlin)
22. Vendetta (Revenge)
23. Chasse aux sorcières (1re partie) (Double Blind)
24. Chasse aux sorcières (2e partie) (Damned If You Do)

## Onzième saison (2013-2014)
Le 1er février 2013, la série a été renouvelée pour une onzième saison diffusée du 24 septembre 2013 au 13 mai 2014. Elle est marquée par le départ de Cote de Pablo qui incarnait Ziva David depuis la troisième saison.
Un épisode a bénéficié d'un autre titre français lors de sa diffusion au Québec. Il est indiqué en second le cas échéant.
1. Whiskey Tango Foxtrot / Whisky Tango Foxtrop (Whiskey Tango Foxtrot)
2. L'Écho du passé (Past, Present and Future)
3. Sous le radar (Under The Radar)
4. De l'existence de la femme… (Anonymous Was A Woman)
5. Criminel un jour… (Once A Crook)
6. Semper paratus (Oil & Water)
7. Les Ailes de l'espoir (Better Angels)
8. Échange de meurtres (Alibi)
9. L'Esprit d'équipe (Gut Check)
10. Trio impossible (Devil's Triad)
11. Le Mal de Noël (Homesick)
12. Chaîne de frappe (Kill Chain)
13. Le Transporteur (Double Back)
14. Des monstres et des hommes (Monsters and Men)
15. À l'épreuve des balles (Bulletproof)
16. Dimanche interruptus (Dressed to Kill)
17. Le Come-back (Rock and a Hard Place)
18. Le Privilégié (1re partie) (Crescent City, Part 1)
19. Le Privilégié (2e partie) (Crescent City, Part 2)
Ces deux épisodes servent de backdoor pilot, introduisant la nouvelle série NCIS : Nouvelle-Orléans.
20. Traque sur internet (Page Not Found)
21. Harcèlement (Alleged)
22. Shooter (Shooter)
23. La Fille de l'amiral (The Admiral's Daughter)
24. Honore ton père (Honor Thy Father)

## Douzième saison (2014-2015)
Le 13 mars 2014, CBS a renouvelé la série pour une douzième saison diffusée du 23 septembre 2014 au 12 mai 2015 sur CBS, aux États-Unis.
1. 20 km à l'ouest (Twenty Klicks)
2. Tuer le messager (Kill the Messenger)
3. Des amis très spéciaux (So It Goes)
4. La Main au collet (Choke Hold)
5. Le San Dominick (The San Dominick)
6. Contrôle parental (Parental Guidance Suggest)
7. Aux héros disparus (The Searchers)
8. Semper Fortis (Semper Fortis)
9. Cloués au sol (Grounded)
10. Les Règles de nos pères (House Rules)
11. Échec au roi (Check)
12. L'Ennemi intérieur (The Enemy Within)
13. Nous construisons, nous combattons (We Build, We Fight)
14. La Brigade d'honneur (Cadence)
15. Pour Diane (Cabin Fever)
16. Retour vers le passé (Blast From the Past)
17. Escroc, mais pas trop (The Artful Dodger)
18. La Dent du dragon (Status Update)
19. Lex Talionis (Patience)
20. Le Bon Samaritain (No Good Deed)
21. Comme un frère (Lost in Translation)
22. Les Enfants perdus (1re partie) (Troll)
23. Les Enfants perdus (2e partie) (The Lost Boys)
24. Les Enfants perdus (3e partie) (Neverland)

## Treizième saison (2015-2016)
Le 11 mai 2015, CBS a renouvelé la série pour une treizième saison diffusée du 22 septembre 2015 au 17 mai 2016 sur CBS, aux États-Unis. Elle est marquée par le départ de Michael Weatherly, qui incarnait Anthony DiNozzo depuis la première saison.
1. D'entre les morts (Stop the Bleeding)
2. Une Affaire personnelle (Personal Day)
3. Incognito (Incognito)
4. Un partenaire particulier (Double Trouble)
5. Abby contre-attaque (Lockdown)
6. Compromission (Viral)
7. Élémentaire mon cher (16 Years)
8. Sauveteurs sans frontières (Saviors)
9. Une deuxième chance (Day in Court)
10. Le Don de soi (Blood Brothers)
11. Jusqu'au bout du monde (Spinning Wheel)
12. L'Union fait la force (1re partie) (Sister City, Part 1)
Crossover se terminant dans NCIS : Nouvelle-Orléans (Saison 2, épisode 12)
13. Déjà vu (Déjà vu)
14. De Profundis (Decompressed)
15. La Rançon du pouvoir (React)
16. L'Adieu aux armes (Loose Cannons)
17. Nuit blanche à Washington (After Hours)
18. Hallelujah (Scope)
19. Un doute raisonnable (Reasonable Doubts)
20. Charade (Charade)
21. L'Espion qu'il aimait (Return to Sender)
22. Sur tous les fronts (Homefront)
23. L'Œil du traître (Dead Letter)
24. La Famille avant tout (Family First)

## Quatorzième saison (2016-2017)
Le 29 février 2016, CBS a renouvelé la série pour une quatorzième et quinzième saison. Celle-ci est diffusée du 20 septembre 2016 au 16 mai 2017 aux États-Unis.
1. Une nouvelle ère (Rogue)
2. Les mauvais garçons (Being Bad)
3. Pour quelques pièces d'or (Privileged Information)
4. La Croisière Tigre (Love Boat)
5. Philadelphie (Philly)
6. Les Poupées Russes (Shell Game)
7. La Patrie des braves (Home of the Brave)
8. L'Homme de Guantánamo (Enemy Combatant)
9. Une femme de cran (Pay to Play)
10. L'Arnaqueur (The Tie That Binds)
11. Opération Willoughby (Willoughby)
12. Infiltration (Off The Grid)
13. Dos au mur (Keep Going)
14. Double vie (Nonstop)
15. La Boîte de Pandore partie 1 (Pandora's Box, Part One)
conclusion dans le quatorzième épisode de la Saison 3 de NCIS : Nouvelle-Orléans.
16. Le Choix d'Ellie (A Many Splendored Thing)
17. La Chambre des secrets (What Lies Above)
18. Un devoir de mémoire (M.I.A.)
19. Les Cavaliers solitaires (The Wall)
20. Coup de froid (A Bowl of Cherries)
21. Le Droit à l'erreur (One Book, Two Covers)
22. À l'état sauvage (Beastmaster)
23. Une grande occasion (Something Blue)
24. Un pour tous… (Rendez-vous)

## Quinzième saison (2017-2018)
La série a été renouvelée le 29 février 2016 pour une quinzième saison. Elle a été diffusée du 26 septembre 2017 au 22 mai 2018 aux États-Unis. Elle est marquée par le départ de Pauley Perrette, qui incarnait Abigail Sciuto depuis la première saison.
1. Voyage au bout de l'enfer (House Divided)
2. Effets secondaires (Twofer)
3. La Revenante (Exit Strategy)
4. En pleine tempête (Skeleton Crew)
5. Une histoire à raconter (Fake It 'Til You Make It)
6. Pris au piège (Trapped)
7. Le Témoin X (Burden of Proof)
8. Médium (Voices)
9. Le Cycle de la vie (Ready or Not)
10. Père et fils (Double Down)
11. Mission à haut risque (High Tide)
12. Le Grand Secret (Dark Secrets)
13. Ma fille, ma bataille (Family Ties)
14. Le Détective (Keep Your Friends Close)
15. Pacte avec le diable (Keep Your Enemies Closer)
16. Un cadeau empoisonné (Handle with Care)
17. Coup de massue (One Man's Trash)
18. À huis clos (Death from Above)
19. Une vie meilleure (The Numerical Limit)
20. Justice aveugle (Sight Unseen)
21. Des femmes d'honneur (One Step Forward)
22. Ce n'est qu'un au revoir (Two Steps Back)
23. Un mort bien vivant (Fallout)
24. La Vengeance dans la peau (Date with Destiny)

## Seizième saison (2018-2019)
La seizième saison de la série est diffusée, du 25 septembre 2018 et se termine le 21 mai 2019 aux États-Unis.
1. Sous la menace (Destiny's Child)
2. Petit Meurtre entre voisins (Love Thy Neighbor)
3. Boom (Boom)
4. Les Compères (Third Whell)
5. C'était la guerre (Fragments)
6. Des hommes à abattre (Beneath the Surface)
7. Salut l'artiste (A Thousand Words)
8. Un traître parmi nous (Friendly Fire)
9. À la recherche du temps perdu (Tailing Angie)
10. Sans famille (What Child Is This ?)
11. Menace Toxique (Toil and Trouble)
12. Le Serment (The Last Link)
13. La Règle no 10 (She)
14. Il était une fois McGee (Once Upon a Tim)
15. Le Mentor (Crossing the Line)
16. Le Mauvais Fils (Bears and Cubs)
17. Danger en eaux profondes (Silent Service)
18. Mona Lisa (Mona Lisa)
19. La Force de l'espérance (Perennial)
20. La Fiancée du passé (Hail & Farewell)
21. Justice et Châtiment, partie 1 (Judge, Jury…)
22. Justice et Châtiment, partie 2 (…and Executioner)
23. Une personne à qui parler (Lost Time)
24. Fantômes (Daughters)

## Dix-septième saison (2019-2020)
La dix-septième saison débute le 24 septembre 2019 et se termine le 14 avril 2020 aux États-Unis.
Elle marque le retour de Cote de Pablo dans le rôle de Ziva David dans les épisodes 1, 2, 10 et 11. À la suite de la Pandémie de Covid-19 aux États-Unis, le tournage a dû être interrompu après le vingtième épisode.
1. Immortelle (Out of the Darkness)
2. Citadelle d'acier (Into the light)
3. Deux frères pour un crime (Going Mobile)
4. L'Honneur du soldat (Someone Else's Shoes)
5. Hypnose Fatale (Wide Awake)
6. L'Innocent aux mains sales (Institutionalized)
7. Les Maîtres-chanteurs (No Vacancy)
8. Mort en musique (Musical Chairs)
9. À balles réelles (IRL)
10. Au péril de sa vie (The North Pole)
11. La Règle no 9 (In the Wind)
12. Un plan de haut vol (Flight Plan)
13. Condamné au silence (Sound Off)
14. Vengeance froide (On Fire)
15. Bourreau des cœurs (Lonely Hearts)
16. Les Éphémères (Ephemera)
17. La Malédiction de Fillmore (In a Nutshell)
18. Le Saint (Schooled)
19. Arnaque à l'irlandaise (Blarney)
20. USS Arizona (The Arizona)

## Dix-huitième saison (2020-2021)
La dix-huitième saison débute le 17 novembre 2020, et se termine le 25 mai 2021 aux États-Unis.
À la suite des incertitudes liées à la crise sanitaire de la COVID-19, cette saison n'est composée que de seize épisodes. Cette saison marque le départ d'Emily Wickersham qui incarnait Eleanor Bishop depuis la saison 11 et de Maria Bello, qui incarnait Jacqueline Sloane depuis la saison 15.
1. Butch et le Kid (Sturgeon Season)
2. Au commencement (Everything Starts Somewhere)
3. Chasse au trésor (Blood and Treasure)
4. L'Amour du risque (Sunburn)
5. La Tête de serpent (Head of the Snake)
6. 1 millimètre (1 mm)
7. Le Premier jour (The First Day)
8. Au nom de toutes les femmes (True Believer)
9. Glacé (Winter Chill)
10. Chien de garde (Watchdog)
11. Sur la touche (Gut Punch)
12. Il n'est jamais trop tard (Sangre)
13. Mauvaise conduite (Misconduct)
14. Quelque chose a changé (Unseen Improvements)
15. Une nouvelle famille (Blown Away)
16. La Règle 91 (Rule 91)

## Dix-neuvième saison (2021-2022)
Le 15 avril 2021, CBS renouvelle la série pour une dix-neuvième saison. Elle est diffusée du 20 septembre 2021 au 23 mai 2022. Elle est marquée par le départ de Mark Harmon qui incarnait Gibbs depuis la première saison.
1. Ne te retourne pas (Blood in the Water)
2. Le Deuxième Homme (Nearly Departed)
3. Voyage avec un tueur (Road to Nowhere)
4. Alaska (Great Wide Open)
5. Une place à prendre (Face the Strange)
6. Le Prix de la gloire (False Start)
7. Croisière d'enfer (Docked)
8. À armes égales (Peacekeeper)
9. Hologramme (Collective Memory)
10. Le Patriote (Pledge of Allegiance)
11. Piège en haute mer (All Hands)
12. Vaincre ou mourir (Fight or Fight)
13. Les Anges gardiens (The Helpers)
14. Première mission (First Steps)
15. Une vieille connaissance (Thick As Thieves)
16. Les Vautours (The Wake)
17. Le Poids du secret (Starting Over)
Crossover se terminant dans NCIS: Hawaiʻi (Saison 1, épisode 18)
18. Un lourd passé (Last Dance)
19. Une pure soirée (The Brat Pack)
20. Les Fugitifs (All or Nothing)
21. Comme à la belle époque (Birds of a Feather)

## Vingtième saison (2022-2023)
Le 31 mars 2022, la série est renouvelée pour une vingtième saison. Elle est diffusée du 19 septembre 2022 au 22 mai 2023. C'est la dernière saison dans laquelle apparait David McCallum, décédé le 25 septembre 2023 à l'âge de 90 ans.
1. Voron (A Family Matter)
Début d'un crossover se terminant dans NCIS: Hawaiʻi (Saison 2, épisode 1)
2. Pères et impairs (Daddy Issues)
3. La Malédiction du roi (Unearth)
4. Les Jolis cœurs (Leave No Trace)
5. Mission à Berlin (Guardian)
6. Une taupe parmi nous (The Good Fighter)
7. Qui veut tuer Félix ? (Love Lost)
8. Les Sœurs ennemies (Turkey Trot)
9. Le Campus aux espions (Higher Education)
10. L'Affaire Dale Harding (Too Many Cooks)
Début d'un crossover se poursuivant dans NCIS: Hawaiʻi (Saison 2, épisode 10) et qui se termine dans NCIS : Los Angeles (Saison 14, épisode 10)
11. Un passé bien présent (Bridges)
12. Les Infiltrés (Big Rig)
13. La Mort dans les yeux (Evil Eye)
14. Une vieille blessure (Old Wounds)
15. Dans la fleur de l'âge (Unusual Suspects)
16. L'Effet papillon (Butterfly Effect)
17. La Terre promise (Stranger in a Strange Land)
18. Un plan diabolique (Head Games)
19. Wonder Woman (In the Spotlight)
20. Autopsie à quatre mains (Second Opinion)
21. Échange de prisonniers (Kompromat)
22. Opération Ciel noir (Black Sky)

## Vingt-et-unième saison (2024)
Le 21 février 2023, la série est renouvelée pour une 21e saison. Le début de la saison, est repoussée au 12 février 2024 en raison de la double grève des scénaristes et des acteurs américains. Elle marque le retour de Michael Weatherly dans le rôle d'Anthony "Tony" DiNozzo lors de l'épisode 2 en hommage à David McCallum.
1. Le Jour est venu (Algún Día)
2. Adieu Ducky (The Stories We Leave Behind)
3. Nouveaux Horizons (Lifeline)
4. Noirs Désirs (Left Unsaid)
5. Le Plan (The Plan)
6. La Vérité est ailleurs (Strange Invaders)
7. La Conspiration (A Thousand Yards)
8. En plein cœur (Heartless)
9. À la texane (Prime Cut)
10. Le Bateau (Reef Madness)

## Vingt-deuxième saison (2024-2025)
Le 10 avril 2024, la série est renouvelée pour une 22e saison. Le premier épisode est diffusé le 14 octobre 2024.
1. Un seul être vous manque... (Empty Nest)
2. Corps étrangers (Foreign Bodies)
3. Histoires de fantômes (The Trouble with Hal)
4. À l'aube du chaos (Stick & Stones)
5. L'Espion qui venait du froid (In From the Cold)
6. De choc et de charme (Knight and Day)
7. Une enquête très privée (Hardboiled)
8. Incontrôlable (Out of Control)
9. Les Fantômes de Noël (Humbug)
10. Sucre mortel (Baker's Man)
11. Pour le meilleur et pour le crime (For Better or Worse)
12. Tuer n'est pas jouer (Fun and Games)
13. Rouge sang (Bad Blood)
14. À la poursuite du spectre (Close To Home)
15. Meilleurs ennemis jurés (Moonlit)
16. Les Accrocs du boulot (Ladies' Night)
17. Le Poète (Killer Instinct)
18. Comme des frères (After the Storm)
19. Enquête sous tension (Irreconcilable Differences)
20. Nexus (Nexus)

## Vingt-troisième saison (2025-2026)
Le 20 février 2025, la série est renouvelée pour une 23e saison. La diffusion de la saison débute le 14 octobre 2025 sur CBS.